# Søren Nielsen
 Der er flere personer med dette navn, se Søren Nielsen (flertydig).
Søren Nielsen (1. april 1853 – 2. januar 1922) var en dansk filmproducent og biografejer.
Søren Nielsen var søn af en hønsekræmmer og kom fra fattige kår. Der vides ikke meget konkret om hans tidlige liv, men han var en geskæftig mand, der opretholdt livet bl.a. som hønsekræmmer, billetgrosserer, karruselejer (omrejsende), markedsgøgler, festarrangør (bl.a. af de store grundlovsfester i Søndermarken).
Han fandt også interesse i det nye medium film i starten af det 20. århundrede, hvor han grundlagde biografen Biorama på Østerbrogade i København i 1905. Da dette viste sig som et givtigt foretagende, ekspanderede han hastigt. I 1905 åbnede han biografer i Odense og Svendborg, i 1906 i Kongens Lyngby og Hellerup og i 1907 i Charlottenlund. Uden for Danmark åbnede han biografer i Rotterdam, Amsterdam og Kristiania.
I 1909 var han klar til også selv at producere film, og han grundlagde et filmselskab, der fik navn efter hans første biograf Biorama. I 1912 udvidede han produktionsselskabet med distributionsvirksomhed, og selskabet skiftede ved den lejlighed navn til Filmfabrikken Skandinavien. Varemærket blev en globus med en Merkurfigur oven på. Mens produktionsselskabet primært producerede til det skandinaviske marked, begyndte Søren Nielsen også at importere udenlandske film til distribution. Især amerikanske farcer med den skeløjede komiker Ben Turpin blev økonomisk særdeles indbringende for selskabet. I perioden 1911-13 udgav Søren Nielsen tidsskriftet Biorama Tidende, der var Danmarks næstældste filmtidsskrift. Tidsskriftet indeholdt primært reklame for selskabets egne produktioner og udlejningsfilm, men indeholdt dog også artikler om film i almindelighed.